# Châteauroux Métropole
Châteauroux Métropole est une communauté d’agglomération française, située dans le département de l'Indre, en région Centre-Val de Loire.
Malgré sa dénomination, cette intercommunalité, autrefois dénommée communauté d'agglomération castelroussine est une communauté d'agglomération et non une métropole au sens de la réforme des collectivités territoriales françaises et de l'acte III de la décentralisation
Les services de la communauté d’agglomération castelroussine (CAC) et ceux de la Ville de Châteauroux ont été mutualisés entre les deux organismes le 1er janvier 2015.

## Historique
- 29 décembre 1999[2],[3] : arrêté préfectoral portant création de la communauté d’agglomération castelroussine au 1er janvier 2000.
- 23 octobre 2003 : adhésion des communes de Diors, Étrechet et Sassierges-Saint-Germain.
- 23 décembre 2005 : adhésion de la commune de Mâron.
- 26 décembre 2006 : adhésion de la commune d'Arthon.
- 29 septembre 2010 : adhésion de la commune de Jeu-les-Bois.
- 1er janvier 2013[4],[5] : adhésion des communes de Coings, Luant et Villers-les-Ormes.
- 1er janvier 2015[6] : mutualisation d'un grand nombre de services avec la ville de Châteauroux.
- 1er mars 2015[7] : changement de dénomination en « Châteauroux Métropole »  — calqué sur l'anglais, un anglicisme — des services communs de l'agglomération et de la ville de Châteauroux. Les services administratifs de la communauté d'agglomération sont déplacés vers l'hôtel de ville de Châteauroux[6].
- 1er janvier 2016[8] : La commune de Saint-Maur devient une commune nouvelle en fusionnant avec Villers-les-Ormes, réduisant à 14 le nombre de communes membres de l'intercommunalité.

## Territoire communautaire

### Géographie
La communauté d'agglomération se trouve dans le centre du département de l'Indre et dispose d'une superficie de 537,90 km2.
En 2020, elle s'étend sur 14, communes, dont toutes les communes des cantons de Châteauroux, 9 dans le canton d'Ardentes, 1 dans le canton de Levroux, 1 dans le canton de Buzançais et dans le canton de Saint-Gaultier.

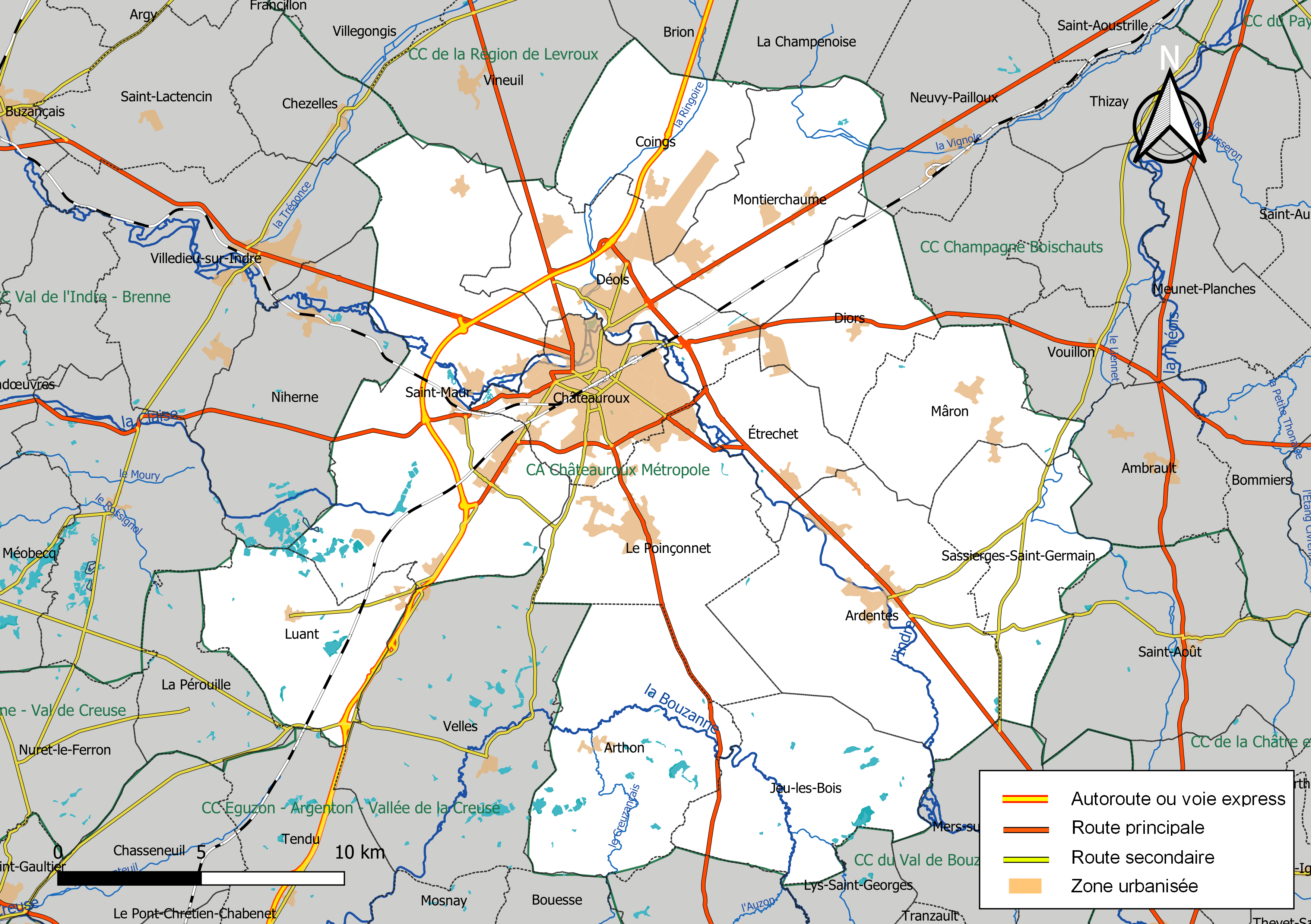
Carte de l'intercommunalité châteauroux Métropole au 1er janvier 2019.

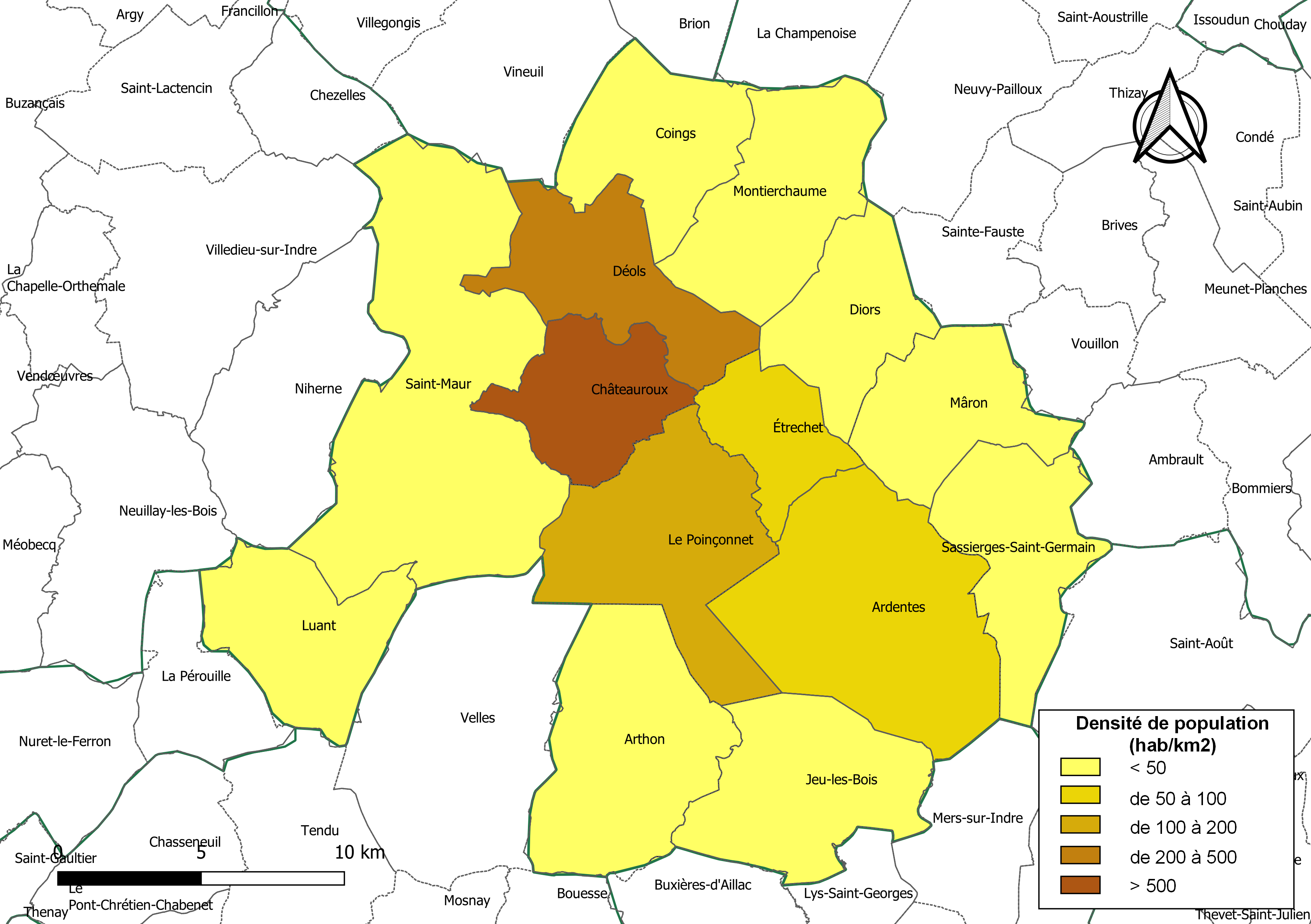
Carte des densités de population (millésimée 2016) des communes de l'intercommunalité Châteauroux Métropole. Composition en communes au 1er janvier 2019.

### Composition
La communauté d'agglomération est composée des 14 communes suivantes :

| Nom                      | Code Insee | Gentilé               | Superficie (km2) | Population (dernière pop. légale) | Densité (hab./km2) |
| ------------------------ | ---------- | --------------------- | ---------------- | --------------------------------- | ------------------ |
| Châteauroux (siège)      | 36044      | Castelroussins        | 25,54            | 43 079 (2022)                     | 1 687              |
| Ardentes                 | 36005      | Ardentais             | 62,09            | 3 747 (2022)                      | 60                 |
| Arthon                   | 36009      | Arthonnais            | 46,8             | 1 216 (2022)                      | 26                 |
| Coings                   | 36057      | Cogniciens            | 29,33            | 903 (2022)                        | 31                 |
| Déols                    | 36063      | Déolois               | 31,74            | 7 618 (2022)                      | 240                |
| Diors                    | 36064      | Diorsais              | 25,44            | 755 (2022)                        | 30                 |
| Étrechet                 | 36071      | Étrichiaciens         | 17,89            | 1 002 (2022)                      | 56                 |
| Jeu-les-Bois             | 36089      | Jocolois              | 38,32            | 405 (2022)                        | 11                 |
| Luant                    | 36101      | Luantais              | 31,06            | 1 584 (2022)                      | 51                 |
| Mâron                    | 36112      | Maronniens            | 27,84            | 736 (2022)                        | 26                 |
| Montierchaume            | 36128      | Montierchaumois       | 37,2             | 1 637 (2022)                      | 44                 |
| Le Poinçonnet            | 36159      | Poinçonnois           | 45               | 5 848 (2022)                      | 130                |
| Saint-Maur               | 36202      | Saint-Maurois         | 87,91            | 3 589 (2022)                      | 41                 |
| Sassierges-Saint-Germain | 36211      | Germanocapiticerviens | 31,72            | 447 (2022)                        | 14                 |

### Démographie
| 1968   | 1975   | 1982   | 1990   | 1999   | 2009   | 2014   | 2020   |
| ------ | ------ | ------ | ------ | ------ | ------ | ------ | ------ |
| 64 712 | 74 723 | 76 968 | 78 484 | 77 497 | 76 600 | 73 950 | 73 022 |

## Organisation

### Siège
Le siège de la communauté d’agglomération est situé à l'hôtel de ville de Châteauroux : 1 place de la République,.

### Élus
La communauté d’agglomération est gérée par un conseil communautaire composé  pour la mandature 2020-2026 de 53 membres représentant chacune des communes membres et élus pour la durée du mandat.
Ils sont répartis comme suit :
| Nombre de conseillers | Communes              |
| --------------------- | --------------------- |
| 26                    | Châteauroux           |
| 6                     | Déols                 |
| 5                     | Le Poinçonnet         |
| 3                     | Ardentes, Saint-Maur  |
| 2                     | Montierchaume         |
| 1 (+1 suppléant)      | les 8 autres communes |

### Présidence
| Période                               | Période       | Identité            | Étiquette   | Qualité                                                       |
| ------------------------------------- | ------------- | ------------------- | ----------- | ------------------------------------------------------------- |
| mars 2001                             | 17 avril 2014 | Jean-François Mayet | UMP         | Sénateur de l'Indre (2008) Maire de Châteauroux (2001 → 2014) |
| 17 avril 2014 (Réélu en juillet 2020) | En cours      | Gil Avérous         | LR puis DVD | Maire de Châteauroux (2014 →)                                 |

### Compétences
L'intercommunalité exerce les compétences qui lui ont été transférées par les communes membres, dans les conditions fixées par le code général des collectivités territoriales, qui sont :
- la création, l'aménagement, l'entretien et la gestion de toutes les zones d’activité industrielle, commerciale, tertiaire, artisanale, touristique et aéroportuaire ;
- les actions de développement économique ;
- la création et réalisation de ZAC ;
- l'organisation des transports urbains (réseau de bus Horizon) ;
- le programme local de l’habitat ;
- la politique du logement et notamment du logement social et action en faveur du logement des personnes défavorisées ;
- des dispositifs contractuels de développement urbain (Contrat de Ville, Contrat Local de Sécurité…) de développement local et d’insertion économique et sociale, dispositifs locaux de prévention de la délinquance ;
- la création ou aménagement et entretien de voiries, création ou aménagement et gestion des parcs de stationnement ;
- la protection et mise en valeur de l’environnement et du cadre de vie : lutte contre la pollution de l’air, lutte contre les nuisances sonores, élimination et valorisation des déchets des ménages et déchets assimilés ;
- la construction, l'aménagement, l'entretien et la gestion d’équipements culturels et sportifs ;
- la construction et l'aménagement des équipements de secours et de lutte contre l’incendie (en liaison avec le SDIS 36) ;
- le versement des contributions obligatoires d’incendie et de secours au service départemental pour le compte des communes membres ;
- la protection des milieux naturels de la vallée de l’Indre, pour la partie agglomération ;
- l'eau potable et assainissement (eaux usées) ;
- la création, l'entretien et la gestion d’une aire de grand passage des gens du voyage.

### Régime fiscal et budget
La communauté d'agglomération est un établissement public de coopération intercommunale à fiscalité propre.
Afin de financer l'exercice de ses compétences, l'intercommunalité perçoit, comme toutes les communatés d'agglomération, la fiscalité professionnelle unique (FPU) – qui a succédé à la taxe professionnelle unique (TPU) – et assure une péréquation de ressources.
Elle collecte également la taxe d'enlèvement des ordures ménagères (TEOM), qui finance ce service public, et la surtaxe assainissement.
Elle ne verse pas de dotation de solidarité communautaire (DSC) à ses communes membres
|                        | 2018,         | 2019,         | 2020,         |
| Budgets fonctionnement | 84 254 537 €  | 86 781 080 €  | 85 147 490 €  |
| Budgets investissement | 43 237 651 €  | 50 176 931 €  | 35 176 715 €  |
| Budgets total          | 127 492 188 € | 136 958 011 € | 120 324 205 € |

### Identité visuelle
Les logotypes successifs de l'Agglomération sont listés dans le tableau ci-après.
|  | Logo de 1999 à 2015. |
|  | Logo de 2015 à 2022. |
|  | Logo depuis 2023     |

## Projets et réalisations

### Salle multiactivités MACH 36
La salle multiactivités MACH 36 a été construite en 2007 et permet d'accueillir des concerts, des spectacles d’humour, de théâtre, de danse, de cirque, de magie, des spectacles pour enfants, des arbres de Noël, des conventions, des congrès, des salons, etc.
La surface de la salle est de 5 200 m² et permet d'accueillir jusqu'à 5 000 personnes.
Le 16 décembre 2017, l'élection de Miss France 2018 a eu lieu au MACH 36 tout comme l'élection de Miss France 2023, le 17 décembre 2022.

### Complexe sportif de La Margotière
Le complexe sportif de La Margotière est un ensemble sport et loisirs composé d'un stade d'athlétisme et de tir à l'arc construit en 2008 comprenant une piste de 400 mètres avec huit couloirs, une piste de 200 mètres avec quatre couloirs, deux aires de saut en longueur, deux aires de lancer de javelot, trois aires de lancer de poids, de disque ou de marteau, deux sautoirs à la perche, et deux sautoirs en hauteur.
En 2014, le complexe s'est doté d'une grande aire de jeux pour enfants en accès libre puis d'une skate-park d'envergure nationale en 2015 qui a accueilli la finale du championnat de France de skateboard en 2016.
Une piste de BMX et trois pistes de pumtrack ont complété le site en 2021

### Centre aquatique Balsan'éo
La première pierre du centre aquatique Balsanéo est posée le 6 juillet 2020 et les travaux ont été achevés en 2020. Celui-ci, situé à proximité du centre-ville, a remplacé la piscine de Belle-Isle, arrivée en fin de vie. Les travaux ont coûté 33,5 M€, couverts à 23,5 % par des subventions. La fréquentation annuelle est de 240 000 entrées.

### Cité du numérique
Une Cité du Numérique a été construite à l'emplacement des anciennes usines Balsan. La première pierre du projet a été posée le 5 décembre 2018, pour un coût de 5,6 millions d'euros, financé par Châteauroux Métropole et la région Centre-Val de Loire. La Cité a ouvert ses portes le 19 octobre 2020 et se compose de bureaux et d'espace de vie dédiés à l'incubateur d’entreprises innovantes géré par le Crédit agricole sous la marque "Village by CA" et d'un amphithéâtre de 405 places.